# Aparejo (pesca)
En las actividades pesqueras se denomina aparejo al conjunto de elementos o útiles empleados. Dependiendo del tipo de pesca se emplean unos u otros, aunque hay algunos que son genéricos. También se suele entender como aparejo el tramo final de la línea de pesca.

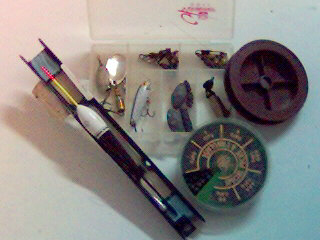
Aparejos para pesca fluvial.

## Aparejos de pesca deportiva

### El carrete
El carrete de pesca basa su función en contener la línea o sedal. Existen de diversos tamaños y con componentes variados según se utilicen para un tipo de pesca u otro. Depende básicamente de la utilidad que le deseemos dar.
| Carrete de tambor fijo |
| 1. Arco guiahilo 2. Caña 3. Pie de sujeción 4. Manivela 5. Pata del carrete 6. Sistema de bloqueo de retroceso 7. Bobina de tambor fijo 8. Bobina de alojamiento del hilo 9. Freno |

### La línea
Los elementos genéricos son la línea propiamente dicha, que suele ser un hilo de distintas composiciones, materiales, tamaños y colores, complementada con:
- La línea o sedal adquiere el nombre de sedal debido a ser este material el mayormente utilizado hasta la aparición del nylon y otros materiales sintéticos. Actualmente algunos "puristas" lo continúan usando. Se suele denominar de esta manera al filamento que une el bajo de línea a la caña o carrete (según modalidades, incluso en algunas lo sujeta directamente el pescador).
- Bajo de línea. Se diferencia de la línea o sedal principalmente porque es la parte que entra en contacto con el agua, o, se podría decir también, que está dentro del campo de acción del pez. Normalmente suele diferenciarse del resto de la línea, ya que se suele disponer de tramos de menor diámetro. En este tramo encontraremos los anzuelos o señuelos artificiales. También, y según el tipo de modalidad, veremos pesos, emerillones, boyas, etc.

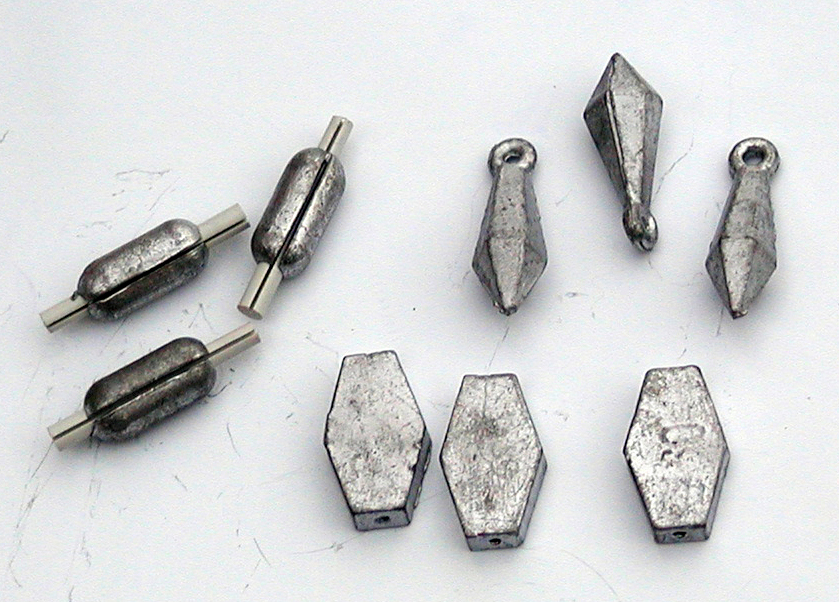
Plomos o pesos.

- Plomos o pesos: las líneas suelen estar lastradas por pesas, comúnmente denominadas plomos, ya que en su mayoría están compuestas por plomo.

- Boyas o flotadores: también son comunes los flotadores o boyas. Estos elementos se utilizan de muy diversas maneras, tanto para el aviso de la picada como para facilitar el lance y el manejo del aparejo. Existen infinidad de tamaños y colores. Podemos encontrarlos fabricados de diversos materiales, desde madera, la caña de una pluma y de materiales sintéticos.

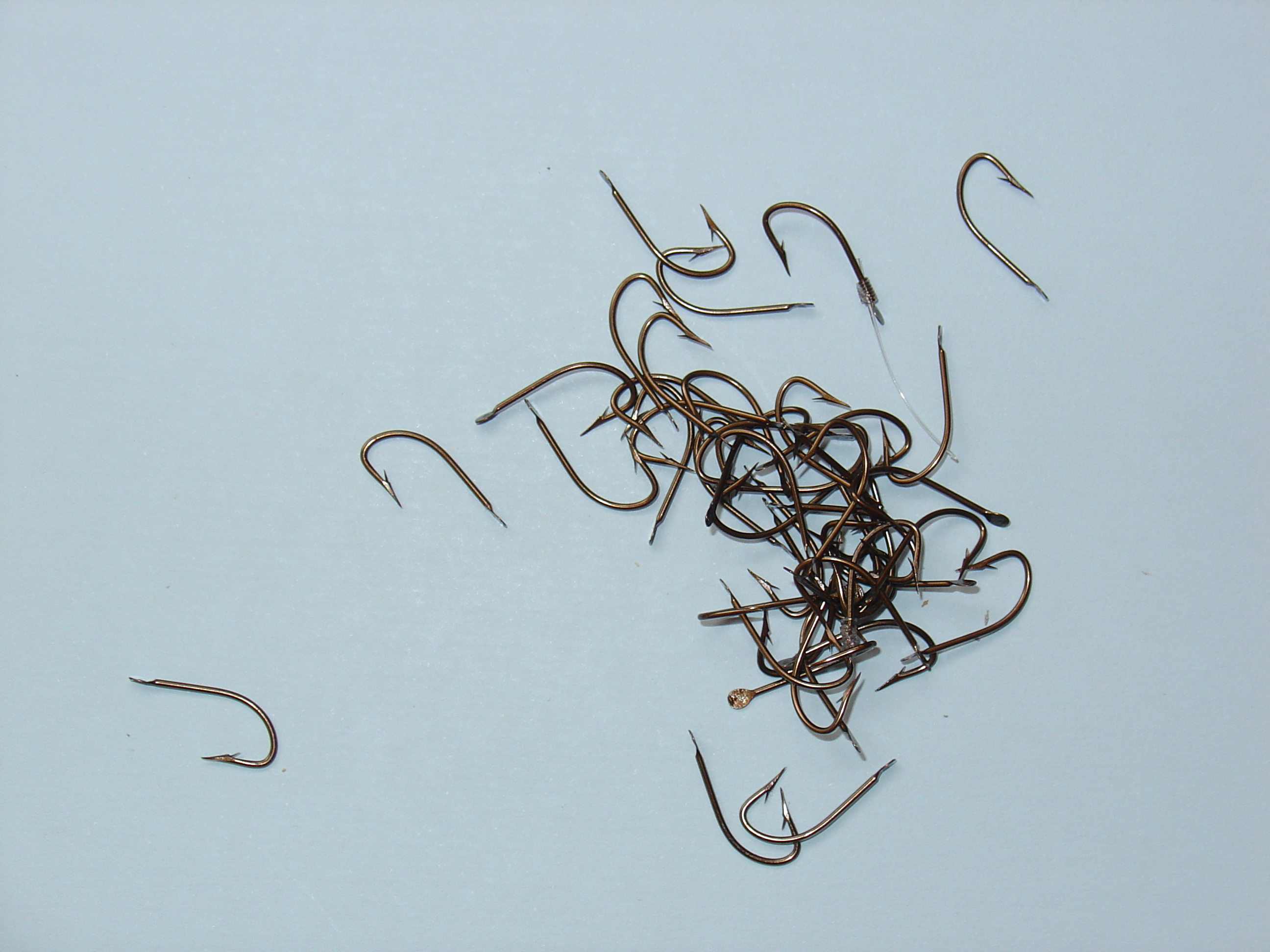
Anzuelos para presas pequeñas; talla n.º 6.

- Anzuelos. Son de diferente grosor y tamaño, según la presa a capturar. Se fabrican de un material resistente, como el acero inoxidable.

## Aparejos de pesca artesanal
- Palangre